# Gundakallahalli, Arsikere
Gundakallahalli là một làng thuộc tehsil Arsikere, huyện Hassan, bang Karnataka, Ấn Độ.